# 杜筑生
杜筑生（法語：[註1]，1942年3月30日—），中華民國外交官出身之臺灣教授及國際法法學家、陸軍退役少尉、天主教徒:395,403，聖名為克里斯多福（義大利語：Cristoforo）:61,395。杜氏籍貫江蘇省江都縣:22、生於貴州省貴陽市:23，歷經外交部常務次長、北美司長及禮賓司長等職務，駐外經歷則包括駐教廷大使、駐塞內加爾大使、駐希臘代表及駐芝加哥處長等。

## 學歷
- 臺灣省立板橋中學（現新北市立板橋高級中學）初中部、高中部[1]:27,29
- 1959年—1963年：國立臺灣大學法律系法學組學土[1]:30,35
- 1968年—1975年：法國巴黎第二大學（先賢祠-阿薩斯大學）國際法博士[1]:43,75-76

## 經歷
- 1963年—1964年：陸軍義務役少尉，57師政工幹事[1]:35,38
- 1967年—1968年：行政院經濟合作委員會（現行政院經濟建設委員會）都市計畫小組約聘翻譯員[1]:42

### 外交經歷
- 1976年：外交部歐洲司專員[3]
- 1976年—1978年：東吳大學政治系兼任副教授[3]
- 1977年—1981年：外交部歐洲司第二科專員、科長[3][1]:80-81
- 1981年—1985年：駐比利時中山文化中心（現駐歐盟兼駐比利時代表處）副主任兼二等秘書[3][1]:88
- 1985年—1986年：外交部歐洲司專門委員[3]
- 1986年—1987年：淡江大學歐研所兼任副教授[3]
- 1986年—1989年：外交部條約法律司副司長[3]
- 1987年—1988年：淡江大學歐研所兼任教授[3]
- 1988年—1989年：美國哈佛大學國際事務中心研究員[3]
- 1989年—1991年：駐希臘臺北經濟文化辦事處（現駐希臘臺北代表處）代表[3]
- 1991年—1993年：北美事務協調委員會駐芝加哥辦事處（現駐芝加哥臺北經濟文化辦事處）處長[3]
- 1993年—1994年：外交部禮賓司司長[3]
- 1994年—1996年：外交部北美司司長[3]
- 1996年—2002年：駐塞内加爾大使[3]
- 2002年—2004年：外交部常務次長[3]
- 2004年—2008年：駐教廷大使[1]:XI

### 退休後經歷
- 2008年—2017年：天主教輔仁大學教授、兼任講座教授[1]:512,514

## 著作
- 《聯合國輔助機關國際法的法律人格》（法語：La Personnalité Juridique Internationale d'Organes Subsidiaires des Nations-unies），1975年巴黎第二大學博士論文[4][1]:54
- 《聯合國輔助機關締結國際協定之能力》，1979年歐語出版[5]
- 《歐洲經濟共同體之對外關係》，1987年3月正中書局發行[1]:114[4]
  - 原版書名：《歐洲共同市場之對外關係》，1983年中歐貿易促進會出版、1986年修訂版再版[1]:114
- 《歐洲經濟共同體單一法實施對東南亞國家之影響》（英語：The Impact of Single European Act on South East Asia），1989年哈佛大學國際事務中心研究員論文[1]:125[4]
- 《教廷的國際地位兼論教廷與中國的關係》，2012年輔仁大學天主教學術研究中心出版，2014年輔大書坊再版[5][1]:515
- 《飛鴻踏雪泥：中華民國前駐教廷大使杜筑生回憶錄》，2022年輔仁大學出版社出版[1]

### 譯作
- 《磐石─歐華路的一生》（Saxum - The Life of Alvaro del Prtillo），約翰·柯維戴爾原著，2016年5月清泉出版社刊行[1]:516。
- 《面對老年─如何培養剛毅的心靈》（Facing up to Old Age: How to Develop Spiritual Fortitude），威克特·卡熙雅（西班牙语：Víctor García Hoz）原著，2019年12月清泉出版社刊行[1]:516。

## 榮譽
- 二等景星勳章（2008年9月26日於臺北總統府頒發[2]）